# Musikjahr 1672
Liste der Musikjahre

◄◄ | ◄ | 1668 | 1669 | 1670 | 1671 | Musikjahr 1672 | 1673 | 1674 | 1675 | 1676 | ► | ►►

Weitere Ereignisse
Dieser Artikel behandelt das Musikjahr 1672.

## Ereignisse
- 09. Februar: Am Opernhaus am Taschenberg in Dresden findet die Uraufführung der frühesten vollständig erhaltenen deutschen Oper Drama oder Musikalisches Schauspiel von der Dafne von Marco Giuseppe Peranda und Giovanni Andrea Bontempi statt.

## Instrumental- und Vokalmusik (Auswahl)

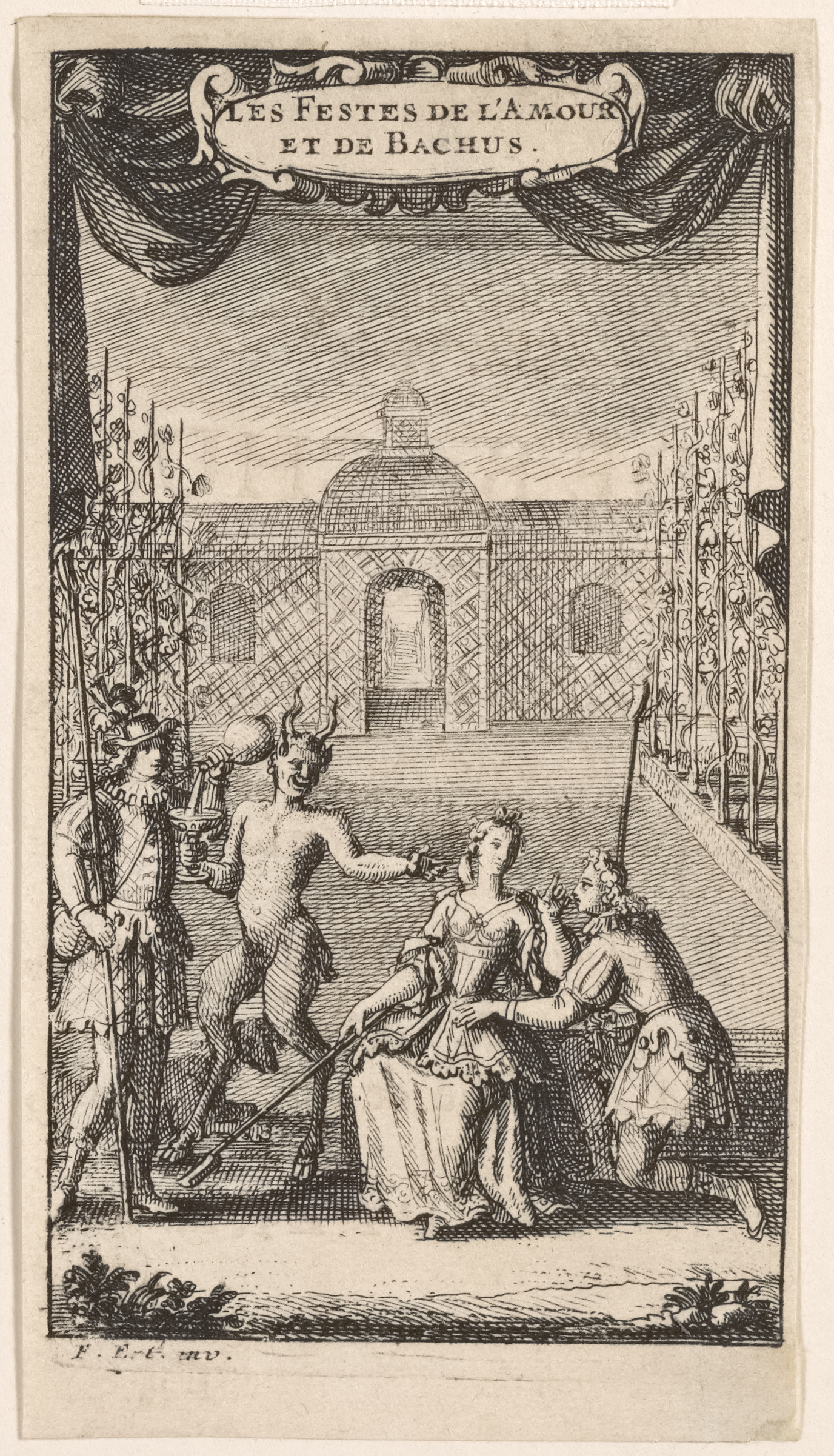
Abbildung aus Jean-Baptiste Lully – Les Fêtes de l’Amour et de Bacchus

- Dietrich Buxtehude – Auf stimmet die Saiten, BuxWV 116
- Marc-Antoine Charpentier
  - Messe pour les trépassés, H. 2
  - Messe à 8 voix et 8 violons et flûtes, H. 3
  - Messe à quatre choeurs, H. 4
  - Te Deum, H. 145
  - Symphonies pour un reposoir, H. 515
- Jean-Baptiste Lully – Les folies d’Espagne, Marsch
- Francesco Passarini – Compieta concertata..., op. 3, Bologna: Giacomo Monti
- Thomas Salmon – Observations upon a Late Book
- Johann Sebastiani – Matthäus-Passion

Bernardo Pasquini – La sincerità con la sincerità ovvero il Tirinto, Titelseite des Librettos, Ariccia 1672

## Musiktheater
- Antonio Draghi – Gl’atomi d’Epicuro
- Juan Hidalgo de Polanco – La estatua de Prometeo
- Jean-Baptiste Lully – Les Fêtes de l’Amour et de Bacchus
- Antonio Masini – Achille in Siro
- Giovanni Maria Pagliardi – Caligula delirante
- Bernardo Pasquini – La sincerità con la sincerità ovvero il Tirinto
- Antonio Sartorio – Adelaide

## Geboren

### Geburtsdatum gesichert
- 16. Januar: Francesco Mancini, italienischer Kapellmeister und Komponist († 1737)
- 17. Januar: Antoine Houdar de La Motte, französischer Dramatiker, Librett und Poetiker im Zeitalter von Ludwig XIV. († 1731)
- 02. März: Francesco Maria Marescotti Ruspoli, italienischer Adliger und Förderer von Georg Friedrich Händel († 1731)
- 07. März: Tomàs Milans i Godayol, katalanischer Kirchenmusiker, Harfenist, Kapellmeister und Komponist († 1742)
- 21. März: Stefano Benedetto Pallavicino, italienischer Hofdichter, Dramaturg, Librettist und Regisseur († 1742)
- 06. April (getauft): André-Cardinal Destouches, französischer Komponist († 1749)
- 01. Mai: Joseph Addison, englischer Dichter, Politiker, Journalist und Librettist († 1719)
- 04. Juni (getauft): Anna Maria Schober, deutsche Opern- und Konzertsängerin († 1728)
- 11. Juni: Francesco Antonio Bonporti, italienischer Priester und Komponist († 1749)
- 08. September (getauft): Nicolas de Grigny, französischer Komponist († 1703)
- 00. September: Antoine Forqueray, französischer Komponist und königlicher Kammermusiker († 1745)
- 24. Oktober: Louis Fuzelier, französischer Dramatiker, Librettist, Lyriker und Sänger († 1752)
- 09. Dezember: Johann Christoph Kridel, Organist, Musikpädagoge, Dichter und Komponist († 1733)
- 19. Dezember: Johann Christian Rindt, deutscher Orgelbauer († 1744)
- 21. Dezember: Benjamin Schmolck, Kirchenlieddichter († 1737)
- 21. Dezember: Johann Christoph Schwedler, deutscher lutherischer Theologe und Kirchenlieddichter († 1730)

### Genaues Geburtsdatum unbekannt
- Abraham van Aardenberg, niederländischer Holzblasinstrumentenmacher († 1717)
- Carlo Agostino Badia, italienischer Opern- und Oratorien-Komponist († 1738)
- Johann Konrad Dreyer, deutscher Tenor und Kantor († 1742)

## Gestorben

### Todesdatum gesichert
- 06. Januar: Theodor Wolder, deutscher Jurist und Kirchenlieddichter (* 1628)
- 00. Januar: Denis Gaultier, französischer Lautenist und Komponist (* 1597 oder 1603)
- 10. Februar: Anton Kiefer, Schweizer Benediktinermönch, Komponist, Organist, Prior und Bibliothekar (* 1627)
- 22. März: Ludmilla Elisabeth von Schwarzburg-Rudolstadt, Gräfin von Schwarzburg-Rudolstadt und deutsche Kirchenlieddichterin (* 1640)
- 21. April: Franz Burmeister, deutscher evangelischer Kirchenlieddichter (* 1633)
- 17. Juni: Orazio Benevoli, italienischer Kapellmeister und Komponist (* 1605)
- 04. Juli: Ambrosius Reiner, deutscher Hofkapellmeister und Komponist (* 1604)
- 16. November: Heinrich Schütz, deutscher Musiker, Komponist und Organist der Barockzeit (* 1585)
- 29. Dezember: Giovanni Antonio Boretti, italienischer Sänger und Komponist (* um 1640)

### Genaues Todesdatum unbekannt
- Jacques Champion de Chambonnières, französischer Cembalist und Komponist (* Ende 1601 oder 1602)
- Silvestro Durante, italienischer Kirchenmusiker und Komponist (* unbekannt)
- Michael Hunold, deutscher evangelischer Theologe und Kirchenlieddichter (* 1621)
- Valentino Siani, italienischer Geigenbauer (* 1595)
- Antonio Francesco Tenaglia, italienischer Lautenist, Cembalist und Komponist (* zwischen 1610 und 1620)

### Gestorben nach 1672
- François Dufault, französischer Lautenist und Komponist (* um 1604)